# Kumbenahalli, Channarayapatna
Kumbenahalli là một làng thuộc tehsil Channarayapatna, huyện Hassan, bang Karnataka, Ấn Độ.